# 1996 K리그 드래프트

## 개요
1996년 K리그 드래프트
| 드래프트 실시 일시 : 1995년 11월 30일 | 드래프트 실시 일시 : 1995년 11월 30일 |
| 총 드래프트 신청자 : 187명            | 총 드래프트 신청자 : 187명            |
| 지명 형식                             | 숫자                                  |
| ------------------------------------- | ------------------------------------- |
| 드래프트 순번내 지명                  | 67명                                  |
| 번외지명                              | 14명                                  |
| 창단팀 우선지명                       | 17명                                  |
| 합계 : 98명                           |                                       |

## 드래프트 관련 이모저모
1) 1995년 10월 수원 삼성 블루윙즈가 창단되면서, 수원은 창단팀 자격으로 1996년 드래프트를 신청한 대학 졸업 예정 선수 6명, 고등학교 졸업 예정 선수 6명, 실업 축구 선수 5명을 우선지명해, 1996년 하계 올림픽 대표팀 멤버 등을 싹슬이한 바 있다.
2) 총 187명의 드래프트 신청자 중, 84명만이 지명돼, 취업률은 45%에 그쳤다.
3) 이 해 드래프트 지명은 유달리 수비수 지명이 많았다.
4) 대우 로얄즈는 지명한 14명 선수 전원이 대우가 후원하는 아주대학교 축구부 출신이라 화제를 모았다.
5) 당시 4순위 지명은 지역 연고 지명으로, 1순위 지명에 준하는 대우를 받았다.

## 드래프트 지명 결과

### 수원 삼성 블루윙즈 창단팀 우선지명
| 구분                | 지명선수                                       |
| ------------------- | ---------------------------------------------- |
| 대학 졸업 선수 지명 | 이기형, 박충균, 이경수, 이운재, 이병근, 조현두 |
| 실업 축구 선수 지명 | 박건하, 김두함, 김진우, 이진행, 전재복         |
| 고교 졸업 선수 지명 | 고종수, 설익찬, 박정석, 이용우, 김광수         |

### 드래프트 결과
- 드래프트 지명 순서

- 1996 드래프트는 1995년 11월 30일에 개최되었으며 이때까지는 아직 구단명에 지역명을 포함하지 않았다.

(수원은 창단팀 우선지명 후, 가장 후순위 지명) 전북 → 전남 → LG → 대우 → 유공 → 현대 → 포항 → 일화 → 삼성
| 구단          | 1순위  | 2순위     | 3순위  | 4순위  | 5순위  | 6순위  | 7순위  | 8순위  | 9순위  | 10순위 | 추가지명                                               |
| ------------- | ------ | --------- | ------ | ------ | ------ | ------ | ------ | ------ | ------ | ------ | ------------------------------------------------------ |
| 전북 다이노스 | 최진철 | 이정인    |        |        | 김득   | 황득하 | 조승연 | 김경량 |        |        |                                                        |
| 전남 드래곤즈 | 박상철 | 이용재    | 이제승 | 김범기 | 황재필 |        | 손백기 |        |        |        | 이동익                                                 |
| LG 치타스     | 김진용 | 정현호    | 고현   | 권세진 | 김철기 |        | 김수현 |        | 김현동 |        | 선희규                                                 |
| 대우 로얄즈   | 김재영 | 명진영    | 이민성 | 우성용 | 하상수 | 최월규 | 황부철 |        |        |        | 권오민, 최태성, 조영재, 윤기연, 김국진, 강무형, 김영수 |
| 유공 코끼리   | 유상수 | 이원식    | 정우진 | 백승우 | 김상규 |        | 김병렬 | 윤용민 |        | 김우현 |                                                        |
| 현대 호랑이   | 김상훈 | 안홍민    | 김도형 | 윤재훈 | 정성혁 |        |        |        |        |        |                                                        |
| 포항 아톰즈   | 고병운 | 지명 철회 | 이영민 | 홍도표 | 황정하 |        | 김홍수 | 김석규 |        |        |                                                        |
| 일화 천마     | 이광현 | 홍종경    | 송상우 | 김해운 | 조성기 |        |        |        |        |        |                                                        |
| 삼성 블루윙즈 | 이상욱 | 조현      |        |        |        |        |        |        |        |        | 이호준, 김호영, 방호진, 송억환, 조성익                 |

## 참고 사항
1. ↑  원래 포항은 서동원을 지명했으나 지명 후 실시한 메디컬 테스트에서 신장염 진단을 받음에 따라 포항측은 서동원의 지명을 철회하게 된다.